# Hvid pelikan
Den hvide pelikan (Pelecanus onocrotalus) er en fugl i pelikanfamilien. Den yngler i et område fra det sydøstlige Europa til Asien og Afrika i sumpe og lavvandede søer.
Hvid pelikan er det samme dyr som Pelle fra Rasmus Klump.